# Ai Jiang

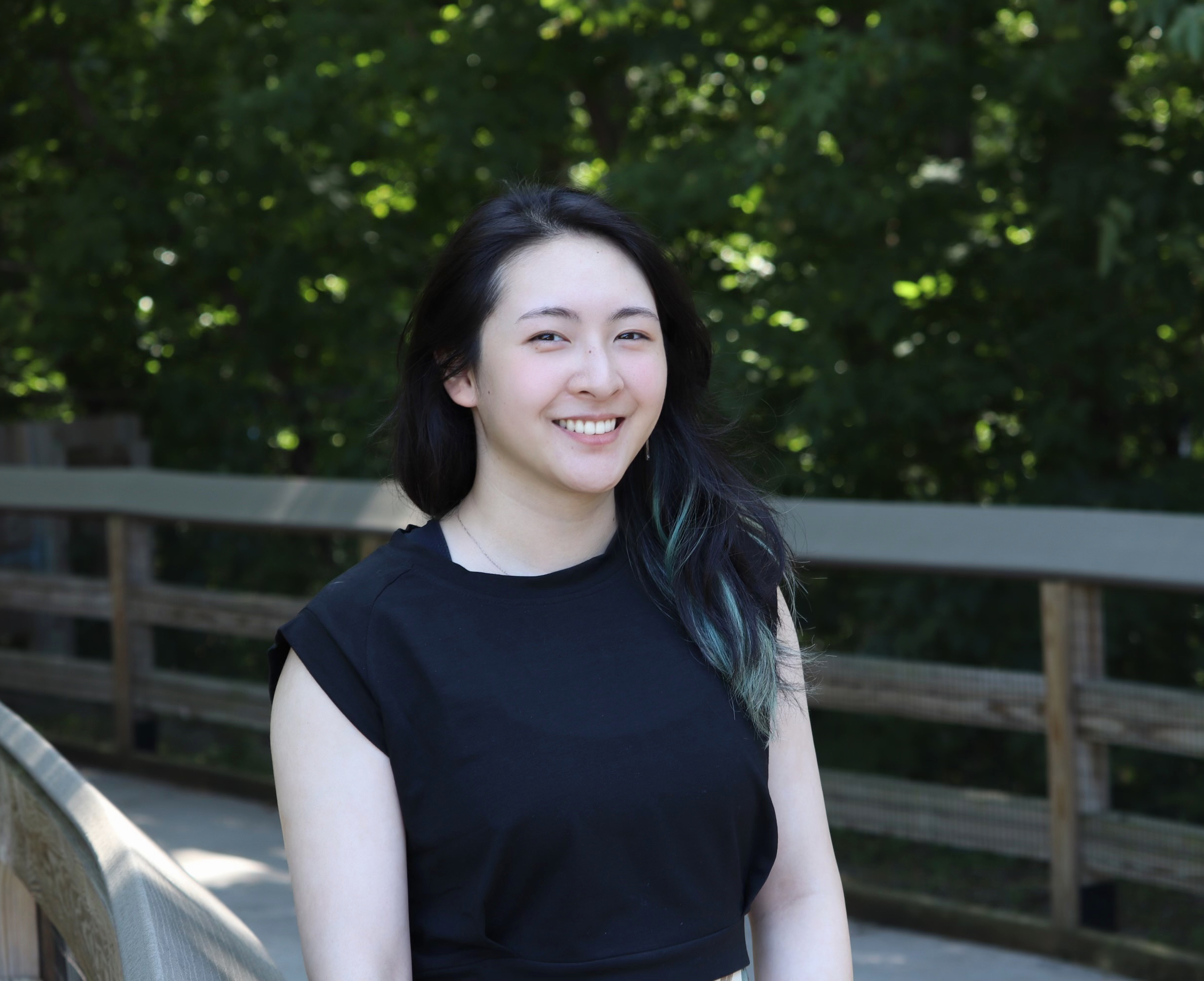
Ai Jiang (2023)

Ai Jiang (* 18. Juni 1997) ist eine kanadische Schriftstellerin chinesischer Herkunft. 2024 wurde ihre Novelle Linghun mit dem Nebula Award und dem Bram Stoker Award ausgezeichnet.

## Leben und Ausbildung
Jiang wurde in Fujian, China geboren und emigrierte im Alter von vier Jahren mit ihrer Familie nach Kanada. Dort besuchte sie später die University of Toronto. 2022 schloss sie außerdem den Masterstudiengang Kreatives Schreiben an der University of Edinburgh ab.

## Werk
Als Inspiration für ihre Arbeit nannte sie Werke von Ursula K. Le Guin, Shirley Jackson, Kazuo Ishiguro und Toni Morrison. In ihren Veröffentlichungen setzt sie sich mit gesellschaftskritischen Themen und eigenen Ängsten auseinander. Dabei gibt sie an, ihre Arbeit in den Genres Horror, Fantasy und Science Fiction erlaube ihr, diese aus neuen Perspektiven zu betrachten. Auch beschäftigt sie sich häufig mit dem Themenkomplex der Immigration, und viele ihrer Charaktere gehören der asiatisch-kanadischen Diaspora an.

## Auszeichnungen
Ihr Gedicht We Smoke Pollution gewann 2023 den Ignyte Award.
Mit dem Roman Linghun gewann Jiang im Jahr 2024 folgende Auszeichnungen:
- Bram Stoker Award[8]
- Nebula Award[9]

## Bibliographie
- Linghun. Dark Matter, 2023, ISBN 978-1-958598-02-3.
- I AM AI. Shortwave Publishing, 2023.
- Ai Jiang’s Smol Tales from Between Worlds. Tales from Between, 2023.
- A Palace Near the Wind. Titan Books, 2025.